# 기능자기공명영상법
기능자기공명영상법 (functional magnetic resonance imaging, fMRI) 또는 기능적 자기공명영상 또는 기능성 자기공명영상은 혈류와 관련된 변화를 감지하여 뇌 활동을 측정하는 기술이다. 뇌의 어떤 부위가 사용될 때 그 영역으로 가는 혈류의 양도 따라서 증가한다는 사실을 이용하여 어떤 부위의 신경이 활성화되었는지를 측정하는 기술이다.

## 사용 기술
fMRI는 기본적으로 오가와 세이지(Seiji Ogawa)가 1990년에 발견한 혈액 산소준위 의존성(BOLD) 대비를 사용한다. 이 대비를 통해 뇌나 척수에서 신경 세포의 에너지 사용과 연관된 혈류의 변화를 영상화할 수 있다. 이런 과정에서 별도의 조영제나 방사능에 노출될 필요없고 분석결과 데이터의 공간해상도도 비교적 좋기 때문에 fMRI는 발명되자마자 뇌지도 연구의 가장 주된 도구로 사용되기 시작했다. 다만 뇌파 신호와는 달리 fMRI 신호는 신경세포의 활동을 직접 반영하지는 않는다는 한계가 있다. 즉, fMRI 신호는 신경세포의 본질적인 활동성분이라 할 수 있는 활동전위를 직접적으로 반영하지 않는다. 또한, fMRI신호의 신호원이라 할 수 있는 BOLD 신호는 시간해상도가 떨어져서 관련자극이 가해지고도 BOLD신호에서 유의미한 변화가 있기 까지에는 수초간의 지연이 있다는 단점이 있다. 또 다른 단점으로는 오차의 발생이 잦다는 것이 있는데, 이러한 오차를 제거하여 본래의 신호를 추출하기 위해 여러 통계적 방법이 사용된다. 이런 신호처리결과 얻어지는 뇌의 활성화 정도는 주로 색상으로 표시한다. 뇌의 활동부위를 밀리미터 단위로 파악할 수 있어 우수한 공간분해능을 가지지만, 신호처리에 초 단위의 시간이 필요하므로 시간분해능은 다른 기술들에 비해 별로 좋지 않다.
BOLD 외의 정보로 뇌 혈류를 분석할 수 있는 기술로는 상자성(para-magnetic) 물질인 Gd-DTPA(gadolinium-diethylenetriaminepe-
ntaacetic acid) 또는 동맥스핀표지 또는 확산강조 MRI(DW-MRI)가 있다. 확산강조 MRI는 fMRI와 유사하나 BOLD가 아닌 물 원자의 확산을 표지로 사용한다는 차이가 있다.
이 기술은 임상보다도 연구에서 주로 사용된다. fMRI는 뇌전도나 fNIRS같은 다른 관찰방법들로 보완될 수 있다. 현재 BOLD 외의 다른 생체표지를 사용함으로써 공간분해능과 시간분해능을 향상시키는 방안이 모색되고 있다. 일부 기업들은 fMRI를 기반으로 한 거짓말 탐지기 등의 상품을 개발했지만, 아직 상용화될 정도로 충분히 발전된 것으로 여겨지지는 않는다.

## 연구성과
fMRI를 사용한 연구방법은 뇌의 활동에대한 많은 정보를 과학적으로 제공하는 최신 조영술의 방향을 보여줌으로써 많은 연구결과에서 그 성과들이 임상적 병리학적으로 주요하게 사용되고 있으며 보다 나은 임상 현장과 효과적인 의료적 결정에 도움을 주고 있다.

## 의료 외적 이용
법정에서 fMRI에 기초한 거짓말 탐지기의 증거들은 DNA 검사와 같이 사법계에 엄청난 영향을 줄 것으로 기대된다. 뿐만 아니다. 신경과학은 범죄행동과 뇌 사이의 연관성을 연구하여 범죄를 예측하고 예방하는 방법이 될 것으로 보인다.
fMRI를 찍으려면 1인당 수백만원이 든다. 2006년 미국 샌디에이고에 'No-Lie MRI'라는 회사가 설립되었다. 사장이자 연구자인 '조열 후이젠가'는 100% 가까운 정확도로 거짓말을 탐지한다고 주장했다. 1회 검사비용은 600만원이다.
2010년 개봉한 솔트 (영화)에서 CIA가 기능성 자기공명명상(fMRI)을 활용한 거짓말 탐지기를 사용해 안젤리나 졸리를 심문하는 장면이 나온다. 실제로 CIA가 fMRI 거짓말 탐지기를 적극적으로 사용한다는 보도는 없다. 기존의 거짓말 탐지기와 같이, fMRI 거짓말 탐지기도 실시간으로 계속 질문을 여러 가지 하면서, 거짓말인지 아닌지를 가려낼 수 있다.

## 같이 보기
- 자기공명영상
- 양전자 방출 단층촬영
- 혈액-산소-농도-의존 영상
- 정량 감수성 지도화
- MRI 조영제
- 단층촬영술
- 컴퓨터 단층촬영
- 엑스선

## 참고 문헌
- “Brain scam?”, 《Nature Neuroscience》 7 (7), 2004: 683, doi:10.1038/nn0704-683, PMID 15220922
- Brammer, M. (2004), “Correspondence: Brain scam?”, 《Nature Neuroscience》 7 (10): 1015, doi:10.1038/nn1004-1015, PMID 15452565, S2CID 5158938
- Bulte, D. (2006), 《BOLD Physiology (Lecture slides)》 (PDF), Center for FMRI of the Brain, University of Oxford, 2012년 5월 24일에 원본 문서 (PDF)에서 보존된 문서, 2011년 12월 31일에 확인함
- Carr, V. A.; Rissman, J.; Wagner, A. D. (2010년 2월 11일), “Imaging the medial temporal lobe with high-resolution fMRI” (PDF), 《Neuron》 65 (3): 298–308, doi:10.1016/j.neuron.2009.12.022, PMC 2844113, PMID 20159444, 2020년 8월 7일에 원본 문서 (PDF)에서 보존된 문서, 2020년 10월 23일에 확인함
- Devlin, H. (2012), 《Introduction to fMRI: Clinical and commercial use》, The Oxford Centre for Functional MRI of the Brain, University of Oxford, UK, 2011년 12월 7일에 원본 문서에서 보존된 문서, 2012년 1월 1일에 확인함
- 《Functional MR Imaging (fMRI) - Brain》, American College of Radiology & Radiological Society of North America, 2011년 5월 24일, 2011년 12월 30일에 확인함
- Huettel, S. A.; Song, A. W.; McCarthy, G. (2009), 《Functional Magnetic Resonance Imaging》 2판, Massachusetts: Sinauer, ISBN 978-0-87893-286-3
- Ilmoniemi, R. J.; Aronen, H. J. (2000),  Moonen, C. T. W.; Bandettini, P. A., 편집., 《Medical Radiology: Diagnostic imaging, Functional MRI: Cortical excitability and connectivity reflected in fMRI, MEG, EEG, and TMS》, Medical Radiology, Berlin: Springer, 453–463쪽, doi:10.1007/978-3-642-58716-0_37, ISBN 978-3-540-67215-9
- Kim, S. G.; Lee, S. P.; Goodyear, B.; Silva, A. C. (2000),  Moonen, C. T. W.; Bandettini, P. A., 편집., 《Medical Radiology: Diagnostic imaging, Functional MRI: Spatial resolution of BOLD and other fMRI techniques》, Medical Radiology, Berlin: Springer, 195–203쪽, doi:10.1007/978-3-642-58716-0_18, ISBN 978-3-540-67215-9
- Lindquist, M. A. (2008), “The statistical analysis of fMRI data”, 《Statistical Science》 23 (4): 439–64, arXiv:0906.3662, doi:10.1214/09-STS282, S2CID 14221210
- Logothetis, N. K. (2008년 6월 12일), “What we can do and what we cannot do with fMRI”, 《Nature》 453 (7197): 869–78, Bibcode:2008Natur.453..869L, doi:10.1038/nature06976, PMID 18548064, S2CID 4403097
- Lowenberg, K. (2008년 10월 7일), 《Neuro-Cola: Neuroscience's ability to measure consumer preference》, Stanford Center for Law & the Biosciences Blog, 2012년 1월 1일에 확인함
- McClure, S.; Li, J.; Tomlin, D.; Cypert, K. S.; Montague, L. M.; Montague, P. R. (2004), “Neural Correlates of Behavioral Preference for Culturally Familiar Drinks”, 《Neuron》 44 (2): 379–387, doi:10.1016/j.neuron.2004.09.019, PMID 15473974, S2CID 15015392
- Miller, G. (2010), “fMRI lie detection fails a legal test”, 《Science》 328 (5984): 1336–1337, Bibcode:2010Sci...328.1336M, doi:10.1126/science.328.5984.1336-a, PMID 20538919
- Narayan, A. (2009년 7월 20일), “The fMRI brain scan: A better lie detector?”, 《Time》, 2013년 7월 18일에 원본 문서에서 보존된 문서, 2012년 1월 1일에 확인함
- Ogawa, S.; Lee, T. M.; Nayak, A. S.; Glynn, P. (1990), “Oxygenation-sensitive contrast in magnetic resonance image of rodent brain at high magnetic fields”, 《Magnetic Resonance in Medicine》 14 (1): 68–78, doi:10.1002/mrm.1910140108, PMID 2161986
- Ogawa, S.; Sung, Y. (2007), “Functional Magnetic Resonance Imaging”, 《Scholarpedia》 2 (10): 3105, Bibcode:2007SchpJ...2.3105O, doi:10.4249/scholarpedia.3105
- Raichle, M. E. (2000),  Toga, A. W.; Mazziotta, J. C., 편집., 《Brain mapping: the systems》, London: Academic Press, ISBN 978-0-12-692545-6, 2012년 1월 13일에 원본 문서에서 보존된 문서
- Rombouts, S. A. R. B.; Barkhof, F.; Sheltens, P. (2007), 《Clinical applications of functional brain MRI》, UK: Oxford University Press, ISBN 978-0-19-856629-8
- Roy, C. S.; Sherrington, C. S. (1890), “On the regulation of the blood-supply of the brain”, 《Journal of Physiology》 11 (1–2): 85–158, doi:10.1113/jphysiol.1890.sp000321, PMC 1514242, PMID 16991945
- Sahito, F.; Slany, W. (2012), “Functional Magnetic Resonance Imaging and the Challenge of Balancing Human Security with State Security”, 《Human Security Perspectives 1》 2012 (1): 38–66, arXiv:1204.3543, Bibcode:2012arXiv1204.3543S

- Langleben, D.D.; Schroeder, L; Maldjian, JA; Gur, RC; McDonald, S; Ragland, JD; O'Brien, CP; Childress, AR;  외. (2002), “Brain activity during simulated deception: an event-related functional magnetic resonance study”, 《NeuroImage》 15 (3): 727–32, doi:10.1006/nimg.2001.1003, PMID 11848716, S2CID 14676750
- Mehagnoul-Schipper, DJ; Van Der Kallen, BF; Colier, WNJM; Van Der Sluijs, MC; Van Erning, LJ; Thijssen, HO; Oeseburg, B; Hoefnagels, WH; Jansen, RW (2002), “Simultaneous measurements of cerebral oxygenation changes during brain activation by near-infrared spectroscopy and functional magnetic resonance imaging in healthy young and elderly subjects” (PDF), 《Hum Brain Mapp》 16 (1): 14–23, doi:10.1002/hbm.10026, PMC 6871837, PMID 11870923, 2012년 7월 17일에 원본 문서 (PDF)에서 보존된 문서
- Sally Satel; Scott O. Lilienfeld (2015). 《Brainwashed: The Seductive Appeal of Mindless Neuroscience》. Basic Books. ISBN 978-0465062911.

- EMRF/TRTF (Peter A. Rinck, ed.), Magnetic Resonance: A peer-reviewed, critical introduction (A free access online textbook)
- Joseph P. Hornak, The basics of MRI (online)
- Richard B. Buxton, Introduction to functional magnetic resonance imaging: Principles and techniques, Cambridge University Press, 2002, ISBN 0-521-58113-3
- Roberto Cabeza and Alan Kingstone, Editors, Handbook of Functional Neuroimaging of Cognition, Second Edition, MIT Press, 2006, ISBN 0-262-03344-5
- Huettel, S. A.; Song, A. W.; McCarthy, G., Functional Magnetic Resonance Imaging Second Edition, 2009, Massachusetts: Sinauer, ISBN 978-0-87893-286-3
- (KISEP Review 생물정신의학 Vol. 11, No. 1, June 2004 정신분열병과 기능 자기공명영상 , 정 규 인·이 창 욱)http://webcache.googleusercontent.com/search?q=cache:5e9q-TJiyUEJ:journal.biolpsychiatry.or.kr/asp/pdfdown.asp%3Fpn%3D0092004001+&cd=2&hl=ko&ct=clnk&gl=kr&client=ubuntu